# Silk (film)
Silk ('zijde') is een Brits-Japanse romantische dramafilm uit 2007 onder regie van François Girard. Het verhaal hiervan is gebaseerd op dat uit het boek Seta ('zijde') van de Italiaan Alessandro Baricco. De film werd genomineerd voor vijf Genie's, waarvan het die voor beste kostuums daadwerkelijk won.

## Verhaal
Het is de negentiende eeuw. Hervé Joncour (Michael Pitt)) is een militair, maar wil niet steeds oorlog voeren. Hij krijgt een aanbod om te gaan werken als smokkelaar. Hij moet in Japan eieren van zijderupsen kopen, hetgeen niet is toegestaan. Kort na het accepteren van het aanbod trouwt hij met Hélène (Keira Knightley). Tijdens zijn eerste reis ontmoet de getrouwde man een vrouw op wie hij verliefd wordt. Tijdens een tweede reis komen Hervé en de vrouw in Japan dichter tot elkaar, maar van een relatie is geen sprake. Hélène vermoedt Hervés liefde voor de ander, maar onderneemt geen actie. Nadat Hervé een derde, zeer onsuccesvolle reis heeft gemaakt, moet hij accepteren dat hij zijn Japanse liefde nooit meer zal zien. Dan wordt Hélène ernstig ziek en overlijdt uiteindelijk.

## Rolverdeling
- Michael Pitt - Hervé Joncour
- Keira Knightley - Hélène Joncour
- Alfred Molina - Baldabiou
- Miki Nakatani - Madame Blanche
- Koji Yakusho - Hara Jubei
- Sei Ashina - De Maîtresse
- Callum Keith Rennie - Schuyler